# 風切羽
風切羽（かざきりばね、かざきりば）は鳥類の翼を構成する羽根の部位。
翼の先端から後方にかけて、大きく目立つ羽ペンに使われるタイプの羽根。接続している骨を基準に、先端側から順に初列風切（しょれつかざきり）、次列風切（じれつかざきり）、三列風切（さんれつかざきり）と細分される。長く硬く非対称な形をしているが、翼上の配置は左右対称。
主要機能は推力と揚力を生み出し、飛行を可能にすることで、翼のほかに尾羽が該当する。英語では Flight feather と総称し、翼を remex、尾を rectrix と区別する。

## 初列風切
翼の最も外側に位置し、尺骨より先端、人間の「てのひら」にあたる部分の骨に接続。
先端に位置するものほど尖っており、次列風切に近くなるにつれ広く短くなる。
胴体側から翼端に向かって1, 2, 3, ... と番号が付けられる。
多くの鳥では片側11本だが、コウノトリやフラミンゴは12本、ガチョウについては16本など、例外も存在する。
推進力を得るという飛行にとって重要な役割を果たす。
飛行機のプロペラとブレードの役割を兼ね備え、羽ばたきで推進力を生み出し、滑空時には次列風切と一体化し揚力を得る。
さらに、大型のワシなどは上昇気流で滑空しながら上昇する際に風切羽の間に隙間を作ることで、乱流の中でも安定した飛行をすることができる。
この特殊な形態では、隙間が飛行機の隙間フラップ(スロッテッドフラップ)、高揚力装置として、分離した個々の羽の端が前後を軸とした縦方向の渦を発生させ後の翼面での乱流発生を抑えるヴォルテックス・ジェネレーター（渦発生子）として、さらに、上に反り返った翼端が飛行機のウィングレットと同様に揚力を増して抗力を減らす働きを持ち、肩関節への負担を減らす。
同じ羽根で巧みに機能を変化させながら鳥類は飛んでいる。いずれも飛行機より先に存在し、ウィングレットは、東昭によると、反り返った翼端をもとにNASAが開発したものである。

## 次列風切
尺骨に接続。初列風切とは逆に、翼端に近い側から胴体に向かって1, 2, 3, ...と番号が付けられる。主に揚力を得る。数は翼の長さによるところが大きく、ハチドリの6本からアホウドリ科の一部に見られる32本まで様々である。

## 三列風切
上腕骨に接続。厳密な意味でこれを持つ鳥は少ない。
翼と胴体上面の気流を整え、抗力を減らし、揚力を増すという、飛行機の翼の付け根のフェアリングと同様の働きを持つ。